# 吳元龍
吳元龍，字臥山，號長江。江南婁縣人。清朝政治人物。

## 生平
康熙三年（1664年）中式甲辰科進士。選翰林院庶吉士，散館改主事，歷官郎中。康熙十八年（1679年）己未召試博學宏詞，授侍講。著有《樂閒館文集》及《閒月堂詩鈔》。